# Unterlamm
Unterlamm là một đô thị thuộc huyện Feldbach trong bang Steiermark, nước Áo. Đô thị Unterlamm có diện tích 16,65 km², dân số cuối năm 2005 là 285 người.